# キッチン友
キッチン友（キッチンとも）は、日本の大衆食堂。神奈川県横浜市神奈川区六角橋に所在する。夫妻2人で営む老舗の洋食店で、ソース類も手作りにこだわり、地元や遠方来の客に人気を博している。

## 沿革
店主の大友良祐は、16歳で生地の秋田から上京してパン屋に就職したが半年で閉店した。惣菜パンを作っていたことから、当時の知人の伝手などで東京の洋食店「キッチンカロリー」に勤めた。
4年後に独立すると、学生街を標的として神奈川大学（神大）近隣の六角橋へ出店を決意し、前店主から引き継いで1965年（昭和40年）1月4日に「キッチン友」を開店した。以来夫妻で店を営業している。アルバイト店員も神大生が多く、卒業時に後輩を紹介して神大生のアルバイトは途切れなかった。店内の広告も神大生が手作りした。
神奈川大学の学生食堂が改装されると学生客が減り、独身や家族らがおもな客となるが、手作りに拘り続ける味を求めて、学生や近隣の六角橋商店街から客が訪れる。店主の妻の人柄に惹かれて訪れる客や休日に遠方から訪れる客も多い。学生時代にキッチンカロリーへ通った客が訪れて「神田の味がする」と喜ぶ声も聞かれる。
2012年（平成24年）にテレビドラマ『孤独のグルメ』（テレビ東京）の題材となり知名度が上昇した。2020年（令和2年）の新型コロナウイルスの影響拡大以降は、テイクアウトに対応している。
2022年（令和4年）8月にネットニュース「ねとらぼ」の「神奈川県の洋食の名店」で、第8位に選ばれた。

## 特徴
牛肉、豚肉、魚料理、カレーライス、チキンライス、スパゲティなど、数十種類以上の洋食メニューが提供されている。エッセイストの今柊二は、過去に神奈川区の白楽に住んでいた頃よりこの店を愛用しており、白楽を訪れて「洋食を食べたい」と思ったときにはこの店に来ると語っている。オーソドックスな洋食からオリジナルメニューまで、味付けは日本人向けに施されている。出来合いの食材は一切使用せず、マヨネーズ、ドレッシング、出汁もすべて手作りであり、ドミグラスソースは創業時から継ぎ足して使用されている。

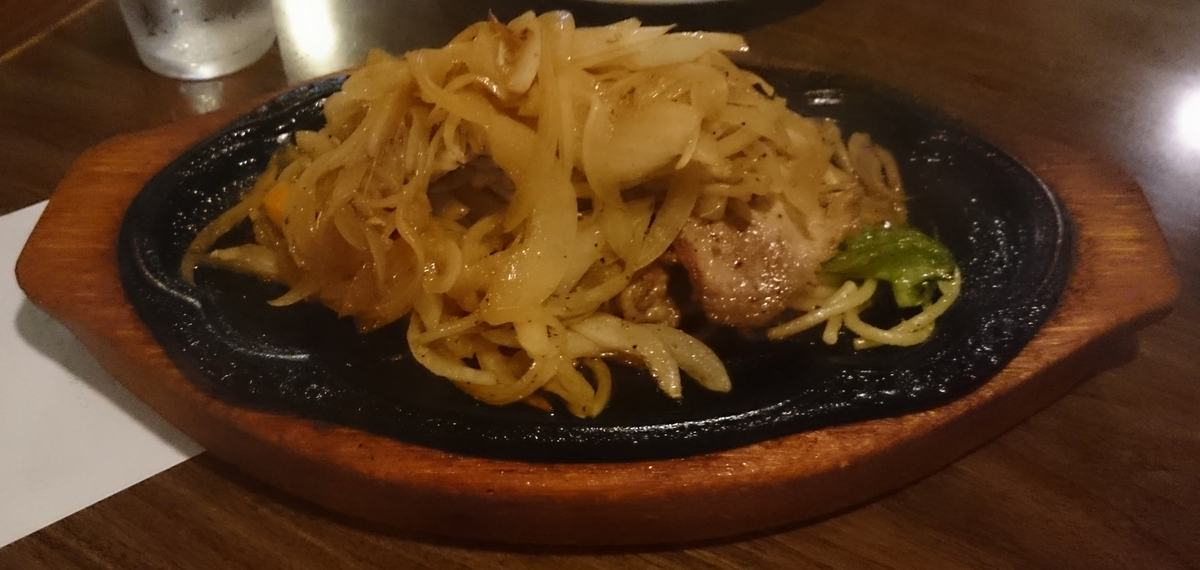
スペシャル友風焼き

鉄板焼きのメニューを売りとしている。中でも一番人気は、店の名を冠した「スペシャル友風焼き」である。これは、店主の修行先「キッチンカロリー」で提供されていた、牛肉やタマネギの鉄板焼き「カロリー焼き」をもとにしたもので、この店のオリジナルの鉄板焼き料理である。醤油と白ワインを合わせた特製のタレで豚肉を焼き、その上に炒めたタマネギを、肉が見えなくなるほどの山盛りに盛りつけている。カラフルな付け合わせ野菜と、タレが豊富に染み込んだパスタと、空腹の学生客も満足させるボリューム感で人気がある。「変わらないこの味に会いに来ました」という常連客や学生客も多い。2020年（令和2年）にはテレビ番組『たけしのニッポンのミカタ!』（テレビ東京）により、六角橋商店街の「激うまグルメベスト3」の一つとして紹介された。

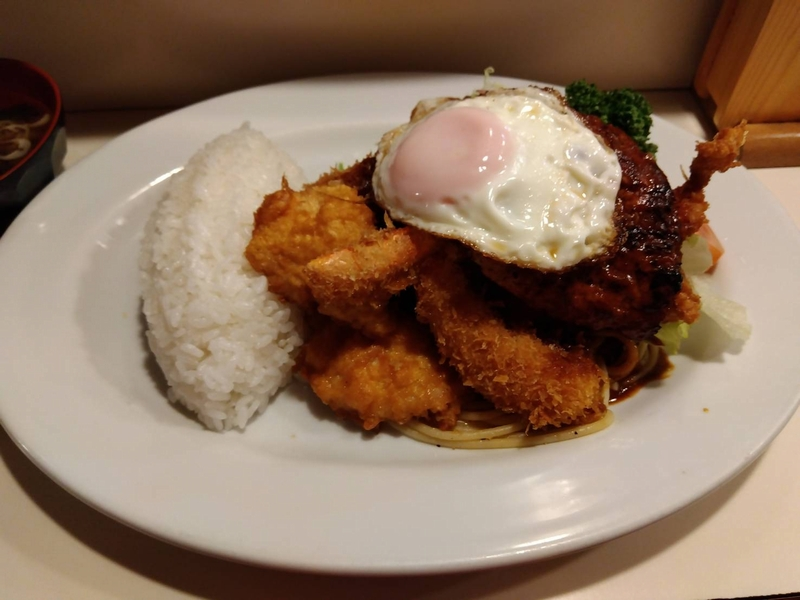
ジャンボランチ

ジャンボジェット機（ボーイング747）が初飛行した年に誕生した「ジャンボランチ」は、ハンバーグ、エビフライ、鶏のから揚げ、ポークカツ、目玉焼きが豪華に盛られており、客の心を驚かせるとして「大人のお子様ランチ」とも表現され、「童心に帰れるメニュー」との声もある。名称は「ランチ」だが、昼食に限らず1日中注文することが可能である。
カゴメによる「おすすめ! ナポリタンが美味しいお店」の一つにも選ばれている。この店のナポリタンは、特製のドミグラスソースとカゴメトマトケチャップを1対1とした特製ソース仕立てであり、ドミグラスソースの茶色の強い、洋食屋らしい一工夫が施されている。2017年（平成29年）10月には、ナポリタンを横浜名物として定着させようと活動を続ける市民団体「日本ナポリタン学会」により、神奈川区で初めて学会認定店舗として認定された。
店内は、昭和時代を彷彿させる懐古的な内装であり、それでいて調理器具、調理台、換気扇に至るまで、清潔さが保たれている。これは「飲食店なので、店は古くても、料理を出すところは清潔でなくてはいけない」との、店主夫妻の拘りによる。落ち着きのある、家庭的な店内の雰囲気も評価されている。